# 泉州轻工职业学院
泉州轻工职业学院是中华人民共和国的一所全日制专科民办普通高等职业学校，位于福建省晋江市。学校成立于2009年，在晋江市政府主导下，由金龙集团、恒安集团、安踏集团、浔兴集团和艾派集团共同创建。校园占地600亩。